# Saint-Hilaire-Petitville
Saint-Hilaire-Petitville település Franciaországban, Manche megyében. Lakosainak száma 1354 fő (2018. január 1.). Saint-Hilaire-Petitville Carentan, Brévands, Carentan-les-Marais, Catz, Montmartin-en-Graignes, Saint-Côme-du-Mont, Saint-Georges-de-Bohon és Saint-Pellerin községekkel határos.

## Népesség
A település népessége az elmúlt években az alábbi módon változott:
| Lakosok száma | 638  | 719  | 878  | 1387 | 1400 | 1384 | 1405 | 1386 | 1357 | 1354 |
|               | 1968 | 1975 | 1982 | 1999 | 2006 | 2011 | 2013 | 2016 | 2017 | 2018 |